# Национальный фронт освобождения Южного Вьетнама
Национальный фронт освобождения Южного Вьетнама (вьет. Mặt trận Dân tộc Giải phóng miền Nam Việt Nam; неофициально Вьетко́нг, англ. Viet Cong — сокращение от вьет. Việt Nam Cộng sản / рус. «Вьетнамский коммунизм») — военно-политическая организация, основанная в соответствии с решением январского пленума 1959 ЦК Партии трудящихся Вьетнама о переходе «к вооружённому восстанию» на юге страны и действовавшая в Южном Вьетнаме в 1960—1977 годах, являвшаяся одной из воюющих сторон во Вьетнамской войне.
Вьетконг — термин, употребляющийся для обозначения политических и общественных деятелей ДРВ и южновьетнамских партизан. С конца 1960-х гг. этот термин использовался в американских СМИ в отношении всех вьетнамских коммунистов.

## Причины возникновения

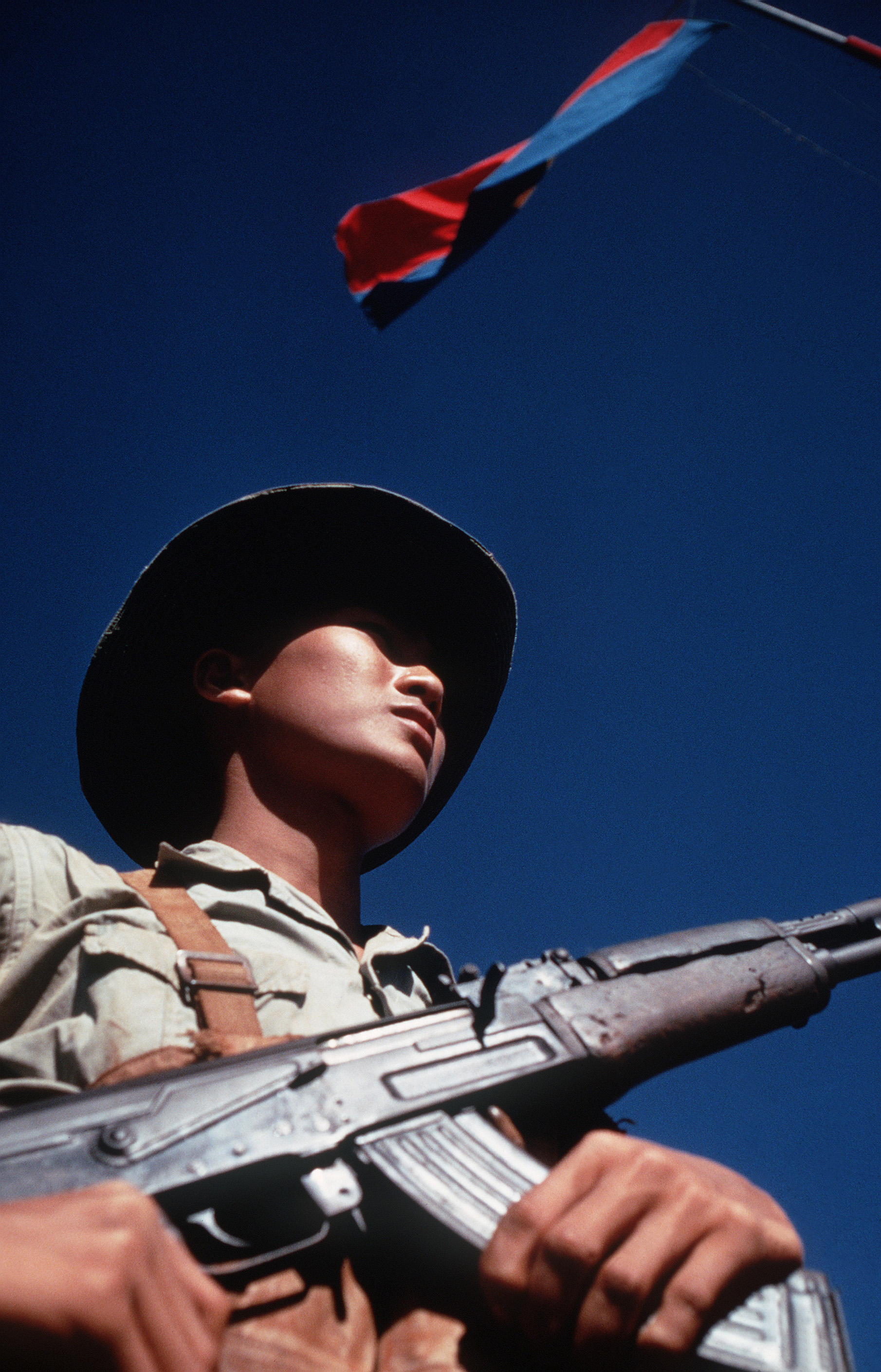
Партизан НФОЮВ

После окончания войны Франции в Индокитае, в 1954 году, Вьетнам был разделен на две части: Северный Вьетнам, руководимый коммунистической партией Лао-Донг, и Южный Вьетнам. Объединение должно было состояться после всеобщих свободных выборов в 1956 году. В октябре 1955 года на Юге была провозглашена Республика Вьетнам. Осенью 1957 года коммунистическое подполье перешло к вооружённой борьбе с южновьетнамским правительством.
В 1959 году Северный Вьетнам начал оказывать поддержку южновьетнамским партизанам, отправляя им оружие и советников из числа южан, перебравшихся в 1954 году на север. В январе 1960 года, согласно официальной северовьетнамской версии, в Южном Вьетнаме началось вооружённое восстание, направленное на свержение правительства Нго Динь Зьема.
20 декабря 1960 года — на Конгрессе патриотических сил, состоявшемся «в одном из освобожденных районов Южного Вьетнама» — был создан Национальный фронт освобождения Южного Вьетнама (НФОЮВ).

## Политическая деятельность
Принятая на учредительном конгрессе НФОЮВ программа действий провозглашала целями фронта свержение режима Нго Динь Зьема, мирное воссоединение Вьетнама и превращение его в демократическую и нейтральную страну. Практически же страна должна была быть объединена под контролем Партии трудящихся Вьетнама (в настоящее время — Коммунистическая партия Вьетнама).
НФОЮВ непосредственно подчинялся директивам из Ханоя, касавшимся как военных, так и политических вопросов, однако первоначально фронт не был полностью коммунистической организацией, включая в себя представителей некоммунистических патриотических кругов. В первой половине Вьетнамской войны (как считается, до Тетского наступления в 1968 году) между НФОЮВ и руководством Северного Вьетнама существовали разногласия по вопросу о стратегии ведения войны.
В связи с тем, что в Южном Вьетнаме НФОЮВ был запрещённой организацией, в городах его политические активисты были вынуждены действовать очень осторожно, скрывая свои политические взгляды или действуя в подполье. Тем не менее сельская местность, как правило, в той или иной степени находилась под контролем НФОЮВ, поэтому во многих деревнях достаточно свободно проводились антиправительственная агитация и пропаганда коммунистических идей. Иногда активисты фронта оказывали помощь крестьянам в сельском хозяйстве, чтобы тем самым добиться их расположения.

## Национально-освободительная армия

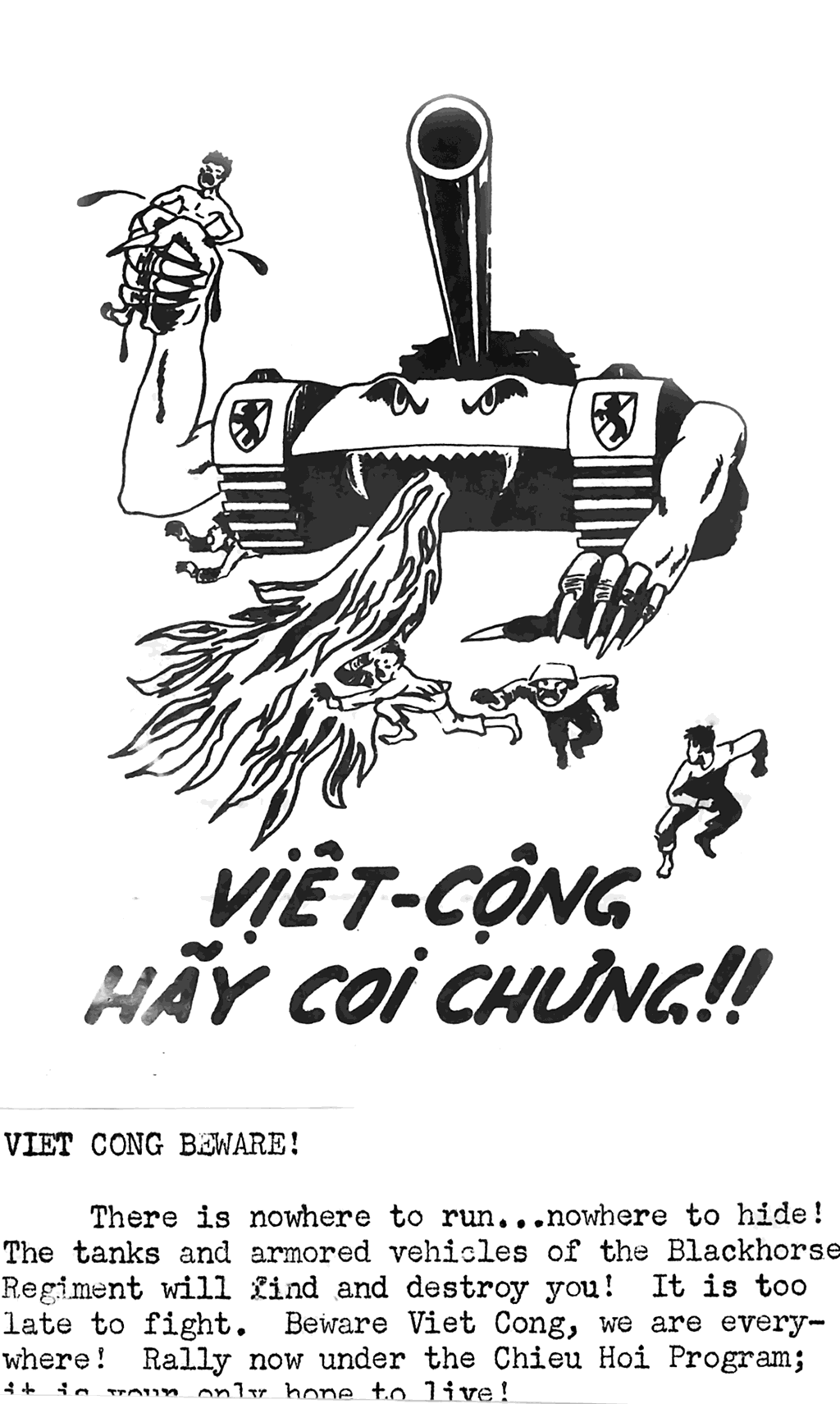
Листовка с призывом к партизанам НФОЮВ сдаваться; распространялась 11-м бронекавалерийским полком США

15 февраля 1961 года все вооруженные группировки в составе НФОЮВ были объединены в национально-освободительную армию, ставшую вооружённым крылом фронта.
В военном отношении силы Национально-освободительной армии разделялись на три типа:
- Основные силы — хорошо вооруженные формирования, действовавшие ротами и батальонами. Не имели территориальной привязки, проводили крупные операции (нападения на американские базы, крупные подразделения противника). В наиболее крупных сражениях участвовали целые полки Основных сил.
- Региональные силы — полурегулярные отряды, действовавшие в пределах определенной территории (провинции или уезда). Иногда имели тяжелое вооружение, обеспечивали разведку, проводили партизанские акции (нападения на конвои, небольшие подразделения противника).
- Народные силы — местное нерегулярное ополчение, плохо вооружённое и малообученное. Использовались для наблюдения и разведки, проводили небольшие партизанские акции, устанавливали на местности ловушки и мины. Именно к народным силам относится классическое определение вьетнамского партизана: «Крестьянин днем, партизан ночью».

В первый период войны подразделения НФОЮВ понесли тяжелые потери (особенно в Тетском наступлении) и с 1968 года комплектовались солдатами регулярной северовьетнамской армии.
В 1964 году в составе Национально-освободительной армии была сформирована 9-я дивизия. На пике своей мощи НФОЮВ располагал несколькими полноценными дивизиями, имевшими тяжелое вооружение (миномёты, безоткатные орудия).
Кроме того, с 1965 года в Южном Вьетнаме воевали подразделения регулярной северовьетнамской армии, прибывавшие в страну по «тропе Хо Ши Мина». В весеннем наступлении 1972 года принимала участие почти вся северовьетнамская армия, она же проводила успешное весеннее наступление 1975 года. Северный Вьетнам отказывался признать своё прямое участие в гражданской войне в Южном Вьетнаме, поэтому формально их подразделения входили в состав вооруженных сил НФОЮВ.

## Вьетконг и Чарли

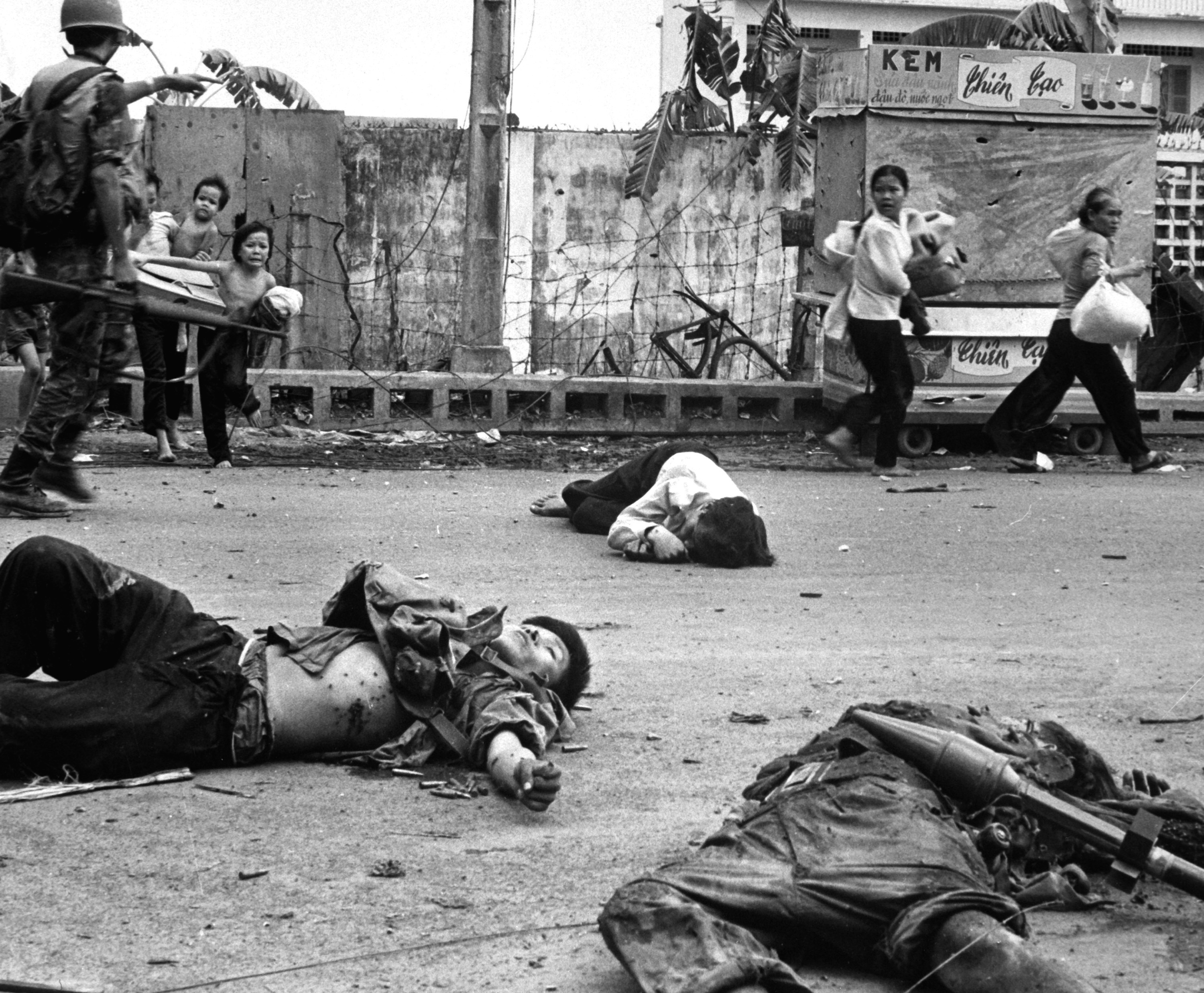
Тела убитых партизан НФОЮВ. На заднем плане видны мирные жители, покидающие район боя по распоряжению правительственных солдат. Май 1968 года

В западных источниках НФОЮВ в большинстве случаев именуется Вьетконгом (Viet Cong), при этом не делаются различия между политической структурой и военным крылом организации. Само название «Вьетконг» (сокращение от Việt Nam Cộng Sản — «вьетнамский коммунист») появилось ещё во второй половине 1950-х годов. Поначалу проправительственные средства массовой информации Южного Вьетнама называли так любую оппозицию Нго Динь Зьему. С образованием НФОЮВ название стало применяться исключительно к фронту, а активистов фронта называли «вьетконговцами». В английском варианте «Вьетконг» сокращенно выглядит как VC. В американском военном фонетическом алфавите за каждой буквой закреплено определённое слово для удобства радиопередачи — соответственно, VC выглядело как «Виктор Чарли» (Victor Charlie). В конце концов, американские и южновьетнамские солдаты повсеместно стали называть партизан «Чарли», помимо обычных определений VC и «вьетконговцы».
Поскольку в боевых действиях участвовала и северовьетнамская армия, не во всех случаях можно было определить принадлежность конкретного вражеского солдата или подразделения, в связи с чем в американских военных рапортах, а вслед за ними и в СМИ появилось универсальное определение VC/NVA (NVA — North Vietnamese Army, «армия Северного Вьетнама»). Сами партизаны никогда не пользовались ни одним из этих названий. В СССР активистов НФОЮВ называли «патриотами», а сам Национальный фронт — «патриотическими силами».

## Тактика и стратегия

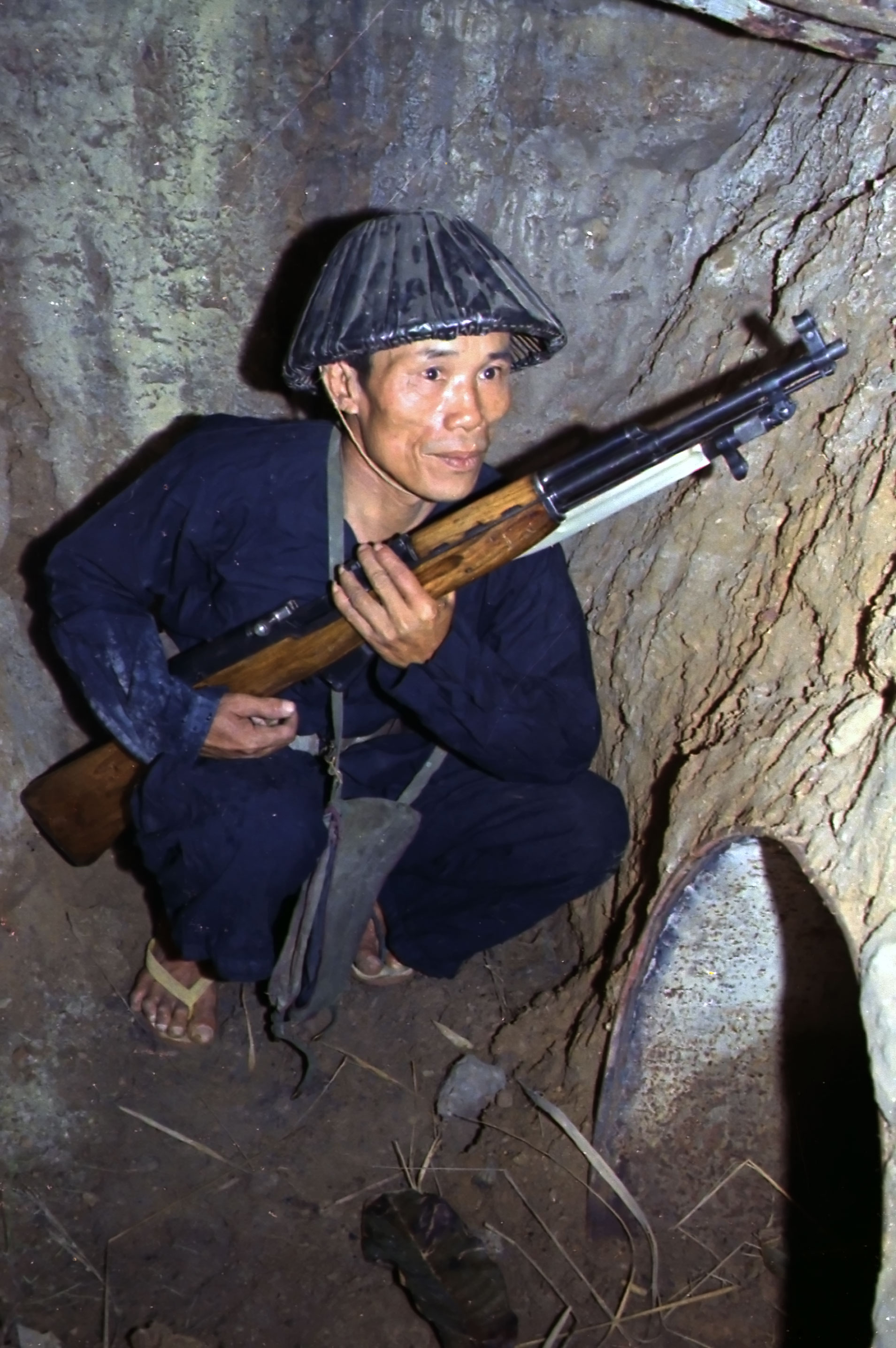
Партизан НФОЮВ с карабином СКС в руках. 1968 год (реконструкция из воска)

В городских условиях НФОЮВ предпочитал действовать, организовывая террористические акции, обычно с применением взрывных устройств. Так, в марте 1965 года было взорвано посольство США в Сайгоне. Тем не менее основная деятельность НФОЮВ происходила в сельской местности, где фронт развернул партизанскую войну против правительственной армии и войск США.
В 1960—1962 годах силы НФОЮВ действовали мелкими подразделениями и проводили небольшие партизанские акции (они активно действовали в этом направлении до конца войны, американская статистика в конце 1960-х — начале 1970-х гг. фиксировала около тысячи терактов и диверсионных акций в месяц, перед южновьетнамскими органами полиции и контрразведки ставились задачи снизить эту цифру хотя бы до пятисот, но проводимые ими ответные карательные акции не увенчались успехом). Первым крупным военным успехом стало сражение возле деревни Ап-Бак в январе 1963 года. В 1964 году были достигнуты значительные успехи (в частности, победа при Бинь-Гиа), поставившие правительственную южновьетнамскую армию в тяжелое положение и ускорившие начало прямого вмешательства в войну США.
Традиционная тактика сил НФОЮВ заключалась в том, чтобы нанести удар, создав кратковременное локальное превосходство сил над противником, после чего быстро отступить. Если же вовремя отступить не удавалось, то противник перебрасывал подкрепления, а американская авиация и артиллерия наносили значительный урон нападающим. Использованию такой тактики благоприятствовали природные условия Вьетнама — густые джунгли, а также горные массивы в центральной и северной части Южного Вьетнама; кроме того, американцы, из-за постоянной нехватки сил, часто ставили задачу обнаружения противника (для его последующего уничтожения средствами поддержки) небольшим подразделениям. В результате этого типичным примером достаточно крупного сражения был бой между американской ротой и одним-двумя батальонами НФОЮВ. Такие столкновения, однако, всё же не были основной формой ведения войны. Гораздо более часто это были мелкие столкновения с участием одного-двух отделений или взводов с обеих сторон. Постоянные партизанские действия держали американских солдат в напряжении, изматывая их психологически.
Между руководствами НФОЮВ и Северного Вьетнама (а также в самом Северном Вьетнаме) существовали разногласия относительно того, следует ли проводить борьбу преимущественно партизанского характера или же переключиться на проведение крупных акций против американских сил. Поначалу не было уверенности в том, что силы НФОЮВ и северовьетнамская армия смогут противостоять армии США в открытом бою. Серия сражений в августе—ноябре 1965 года, особенно сражение в долине реки Йа-Дранг, показала возможность успешного прямого противостояния. Противоречия по вопросу военной стратегии привели к тому, что в 1966—1967 годах одновременно происходили активная партизанская борьба и крупные сражения (в том числе такие кровопролитные, как сражение при Дак-То в ноябре 1967 года). В середине 1967 года в руководстве Северного Вьетнама всё же возобладала точка зрения о необходимости широкомасштабного наступления.

## Оружие
Оружие партизан НФОЮВ поступало из различных источников и представляло собой конгломерат систем, в том числе трофейных и устаревших образцов: оружие японского производства, оставшееся со времени японской оккупации Индокитая; оружие французского производства (до получения независимости, Вьетнам являлся французской колонией), оружие американского производства (в 1945—1954 гг. поставлявшееся по программе военной помощи французским колониальным войскам в Индокитае, а в дальнейшем — правительственным силам Южного Вьетнама), оружие советского и китайского производства.
Достаточно широко применялись минно-взрывные средства и ловушки.
К середине 1960-х ситуация со снабжением улучшилась благодаря поставкам из ДРВ через Тропу Хо Ши Мина.

## Наступление Тет
Наступление началось 30—31 января 1968 года, во время Нового года по восточному календарю (Тет), самого почитаемого праздника во Вьетнаме. Оно проводилось в основном собственными силами НФОЮВ, северовьетнамская армия участвовала только в осаде базы морской пехоты Кхешань и захвате Хюэ. Были проведены нападения на многие крупные города Южного Вьетнама, включая Сайгон. Наступление окончилось в начале марта. Поставленные цели достигнуты не были. После Тетского наступления дискуссии о стратегии ведения войны были завершены и в дальнейшем неоднократно проводились крупные наступательные операции, хотя до 1972 года и не достигавшие масштаба Тетского наступления. Поскольку потери НФОЮВ были настолько тяжёлыми, что их нельзя было восполнить южновьетнамскими рекрутами, с этого момента в подразделения фронта стали направляться северовьетнамские солдаты, теперь составлявшие большинство личного состава (в частности, потери 5, 7 и 9 дивизий были восполнены главным образом за счёт северян).
С 1964 года НФОЮВ начал открывать свои дипломатические представительства в ряде социалистических стран. За время войны фронт несколько раз публично выступал с программами, перечислявшими необходимые условия для прекращения боевых действий и мирного воссоединения Вьетнама, причём эти программы всегда соответствовали официальной позиции Северного Вьетнама. С января 1969 года представители НФОЮВ принимали участие в четырёхсторонних парижских переговорах, направленных на завершение войны. Наиболее крупной политической акцией НФОЮВ является провозглашение на контролируемых им территориях в июне 1969 года Республики Южный Вьетнам, Временное революционное правительство которой получило все полномочия Центрального комитета НФОЮВ. В дальнейшем это государство было признано многими социалистическими и нейтральными странами. 27 января 1973 года представитель НФОЮВ подписал Парижское соглашение о прекращении огня и восстановлении мира во Вьетнаме.

## Победа в войне
Весной 1975 года южновьетнамский режим был свергнут силами северовьетнамской армии, и НФОЮВ взял власть в стране в свои руки. В следующем году Северный и Южный Вьетнам были официально объединены под названием Социалистическая Республика Вьетнам. В 1977 году НФОЮВ прекратил существование, войдя в состав Отечественного фронта Вьетнама.

## Военные преступления
- 16 сентября 1965 года огнём коммунистов был сбит пассажирский самолёт DC-3 южновьетнамской авиакомпании «Air Vietnam», погибли все 39 человек, находившихся на борту[5][6].
- В декабре 1967 года партизанами НФОЮВ в деревне Дакшон убито по крайней мере 252 мирных жителя.
- В июне 1968 года партизаны НФОЮВ напали на южновьетнамскую деревню Шонча, убили 88 и ранили свыше 100 мирных жителей. В результате возникшего пожара деревня на 80 % была уничтожена[7][8].
- 11 июня 1970 года партизаны НФОЮВ напали на южновьетнамскую деревню Тханьми, убили более 100 мирных жителей и уничтожили более 300 домов[9][10].